# Acesta bullisi
Acesta bullisi is een tweekleppigensoort uit de familie van de Limidae. De wetenschappelijke naam van de soort is voor het eerst geldig gepubliceerd in 1963 door Vokes.